# マシテンタン
マシテンタン（Macitentan）はエンドセリン受容体拮抗薬（ERA）の一つであり、肺高血圧（PAH）の治療に使用される。デュアルエンドセリン受容体拮抗薬であり、2種類のエンドセリン（ET）受容体（ETAおよびETB）に結合するが、ETBへの結合力に比べてETAへの結合力は50倍強い。米国では2013年10月に承認された。商品名オプスミット。日本では2015年2月に薬事・食品衛生審議会が審議、承認了承し、2015年3月に厚生労働省に承認された。開発コードACT-064992。

## 作用機序

### エンドセリンおよびエンドセリン受容体
エンドセリン（ET）は内皮細胞によって分泌される非常に強力な血管収縮物質である。肺においては、分泌されるのは主にET-1である。ET-1を分泌する経路には、構成的経路および非構成的経路の2つがある。分泌されると、ET-1は肺の動脈平滑筋細胞と線維芽細胞上に発現しているET受容体に結合する。ET受容体はG蛋白質共役受容体であり、活性化される事によりGαq経路で細胞内カルシウム濃度を上昇させる。細胞内カルシウム濃度の増加は肺動脈の平滑筋収縮を惹起し、細胞増殖に基づく血管のリモデリングが発生する。血管収縮の持続と線維化は、PAHの要因である。

### マシテンタンの働き
マシテンタンはET受容体に結合し、ET-1依存性細胞内カルシウム増加を阻害する。肺動脈の平滑筋細胞ではETA受容体の方がETB受容体より遙かに多く、PAHの病態においてはETA受容体の方が重要であると考えられる 。

### 実験的薬物動態
マシテンタンの作用は遅い。肺動脈平滑筋細胞にマシテンタンを120分間接触させると、10分間接触させた場合の6.3倍の効果を発揮する。またマシテンタンの受容体占有率の半減期は約17分で、ボセンタンの約70秒やアンブリセンタンの約40秒よりも長い。半減期が長いという事は、マシテンタンが非競合的にET受容体を阻害することを意味する。片やボセンタンやアンブリセンタンは競合的拮抗薬である。

## 薬物動態
マシテンタンは1日1回10mg服用する。ヒトでの血中半減期は約16時間で、服用を始めて3日目に平衡に達する。吸収後の血中濃度はゆっくりと上昇する。マシテンタンの活性代謝物ACT-132577は、投与後30時間後に最高血中濃度に到達し、半減期は約48時間である。ACT-132577のET受容体親和性はマシテンタンよりも低いが、血中濃度はマシテンタンよりも高い。両化合物は共に腎臓および肝臓から排泄される 。
シクロスポリンを併用すると、マシテンタンと活性代謝物の濃度が若干上昇する。ケトコナゾールを併用すると薬物血中濃度の曲線下面積（AUC）が約2倍に増加する。一方、リファンピシンを併用するとAUCが79%減少する。これはマシテンタンが主に肝酵素CYP3A4で代謝されることを示している。

マシテンタンの活性代謝物
ACT-132577の構造式